# Fidia Holding
Fidia Holding s.p.a. è una società di partecipazioni, originariamente holding del gruppo Fidia Farmaceutici, azienda farmaceutica italiana.

## Storia
Fidia Holding nasce nel 1992 sotto la guida di Ennio Arengi, socio di riferimento di Fidia Farmaceutici, con l'intento di organizzare le partecipazioni industriali di quest'ultima in una società capogruppo.
Fidia Holding diventa così la holding di gestione delle attività finanziarie del gruppo, di cui fanno parte, oltre a Fidia Farmaceutici, altre società operanti in diversi settori, come l’alimentare e l’immobiliare. Fidia Holding diventa inoltre la struttura per la gestione della finanza straordinaria del gruppo e per l’acquisizione e gestione di nuove partecipazioni in vari settori industriali e finanziari.
Con la cessione di Fidia Farmaceutici nel 2007, Fidia Holding ha progressivamente avviato un’attività d’investimenti differenziata in vari settori.